# Ketou (socken i Kina)
Ketou (kinesiska: 科头, 科头乡) är en socken i Kina. Den ligger i provinsen Hunan, i den södra delen av landet, omkring 180 kilometer väster om provinshuvudstaden Changsha. Antalet invånare är 31252. Befolkningen består av 15 169 kvinnor och 16 083 män. Barn under 15 år utgör 20,0 %, vuxna 15-64 år 69 %, och äldre över 65 år 10,0 %.
Genomsnittlig årsnederbörd är 1 658 millimeter. Den regnigaste månaden är maj, med i genomsnitt 257 mm nederbörd, och den torraste är december, med 55 mm nederbörd.